# 金澤TKCファクトリー
金澤TKCファクトリー（かなざわティーケーシーファクトリー、1985年3月14日 - ）は、ホリプロコムに所属するお笑い芸人。本名：金澤 武（かなざわ たけし）。

## 概要
2013年に柿山直久とのコンビ「青山スターバッカーズ」を結成。コンビ解散後の2016年よりピン芸人として活動している。芸名の由来は、本名のタケシに因んで「金澤TKC」として決まりかけていたときに、目の前をつばきファクトリーの宣伝カーが走ったことから。
主に漫談や1人コントを演じる。またM-1グランプリではTEAM近藤と、キングオブコントではこば小林（元がじゅまる）とのユニットで出場している。木村圭太（元さくらんぼブービー）総合演出の「喜劇衆 ギガンティックシアター」の元メンバー。

## 出演
- ＃居酒屋新幹線（2021年12月15日〜2022年2月9日 - TBS系列） - 納豆巻き@低空飛行中 役

- ＃居酒屋新幹線2（2024年1月10日〜2024年2月28日 - TBS系列） - 納豆巻き@低空飛行中 役

- ネタパレ （フジテレビ） 
  - 2023年11月10日

- 金のツカミ （日本テレビ）
  - 2024年4月2日

- マイナビ Laughter Night （TBSラジオ） 
  - 2023年7月21日
  - 2023年3月24日
  - 2023年10月20日（月間チャンピオン）

- ツギクル芸人グランプリ2024 （フジテレビ）
  - 2024年6月29日

- ぴったり にちようチャップリン（テレビ東京）
  - 2024年9月22日

- ツギクル芸人グランプリ2025 （フジテレビ）
  - 2025年6月28日

## 賞レースなど
- M-1グランプリ
  - 2015年 - 2回戦進出（青山スターバッカーズとして）[1]
  - 2020年 - 2回戦進出（TEAM近藤とのコンビTEAM TKCとして）[3]
  - 2021年 - 2回戦進出（TEAM近藤とのコンビTEAM TKCとして）[3]
  - 2022年 - 2回戦進出（TEAM近藤とのコンビTEAMTKCとして）[4]
  - 2023年 - 2回戦進出（TEAM近藤とのコンビTEAMTKCとして）[4]

- キングオブコント
  - 2022年 - 2回戦進出（こば小林とのユニットULTRASUPERBOYSとして）
  - 2023年 - 準々決勝進出（こば小林とのユニットULTRASUPERBOYSとして）

- R-1グランプリ
  - 2021年 - 準々決勝進出
  - 2022年 - 準々決勝進出
  - 2023年 - 準々決勝進出
  - 2025年 - 準決勝進出[5]

- マイナビ Laughter Night - 2023年10月月間チャンピオン（チャンピオンLIVE出場）[6]

- ツギクル芸人グランプリ - 2024年決勝進出

- ツギクル芸人グランプリ - 2025年決勝進出